# 戊己桥
29°19′24.93″N 121°40′10.03″E / 29.3235917°N 121.6694528°E
戊己桥，又名四十八洞桥，是浙江省宁海县一处古桥。桥梁位于胡陈乡，胡陈港尾部的中堡溪上，始建于清道光戊申年（1848年），建成于道光己酉年（1849年），因而取天干作为桥名。戊己桥为石板平桥，现存桥梁长137.5米，为浙东地区现存最长的石梁桥。2017年，戊己桥成为浙江省文物保护单位。

## 历史
戊己桥所在地原为渡口，地处宁海通往象山的要道。桥梁由张坤元、张华章及鲍式曹等当地人发起集资，兴建于清道光二十八年（1848年），次年竣工，因1848年干支为戊申，次年为己酉，桥名得名于天干的组合。传说桥梁由下游48村村民筹资建成，因而有48个桥孔。1935年，桥梁被水灾毁坏，修复时堵塞1个桥孔。1962年，东端桥台被大水冲毁，后修复。1999年，村民集资全面维修戊己桥。2005年和2012年，戊己桥两次被洪水冲毁若干桥墩，后均得到了修复。

## 形制
戊己桥位于胡陈港末端的中堡溪上，地处宁海至象山之间的道路上。戊己桥为跨海拄脚式平桥，现存桥梁长137.5米，宽1.65米，高2.65米，共有47个桥孔，中孔跨度4.3米以便于通航，其余孔跨度3.5米。桥基下方通过树桩加固，上方沉积有巨石夯实，桥基前有乱石筑成围堰，拦蓄河水，这些措施减少了桥梁上下游的落差，降低了水流的冲击力。桥墩由五根条石组成，主体由三根条石并列组成，厚0.35米，插入地基1.7米，向水面桥墩呈圆棱形，以降低水流冲击。一根条石在桥梁主体的背水面，与主体呈45°，与主体顶端相抵。主体和斜撑上方另有条石与下方的条石通过榫卯相接。桥墩之间铺设三块条石作为桥板，每块条石宽0.5米，厚度0.3米。桥面上原有竹木制桥栏，现已毁坏，仅存安装桥栏的孔洞。

## 保护
215省道跨中堡溪桥梁建成后，戊己桥不再承担中堡溪两岸的交通。1999年，西张村人筹资3万元人民币，集资修复桥梁，并在桥西树立 《戊己桥重修纪念碑》，记叙桥梁修复的过程及捐资者名单。2003年3月24日，戊己桥被列入第五批宁海县文物保护单位。2005年8月6日颱風麥莎过后，戊己桥三座桥墩被冲毁，水势平缓后，当地政府组织修复。2012年6月19日，暴雨导致中堡溪上游水库溢流，戊己桥九座桥墩被毁，此后再次得到修复。2017年1月13日，戊己桥被列入第七批浙江省文物保护单位。

## 图片

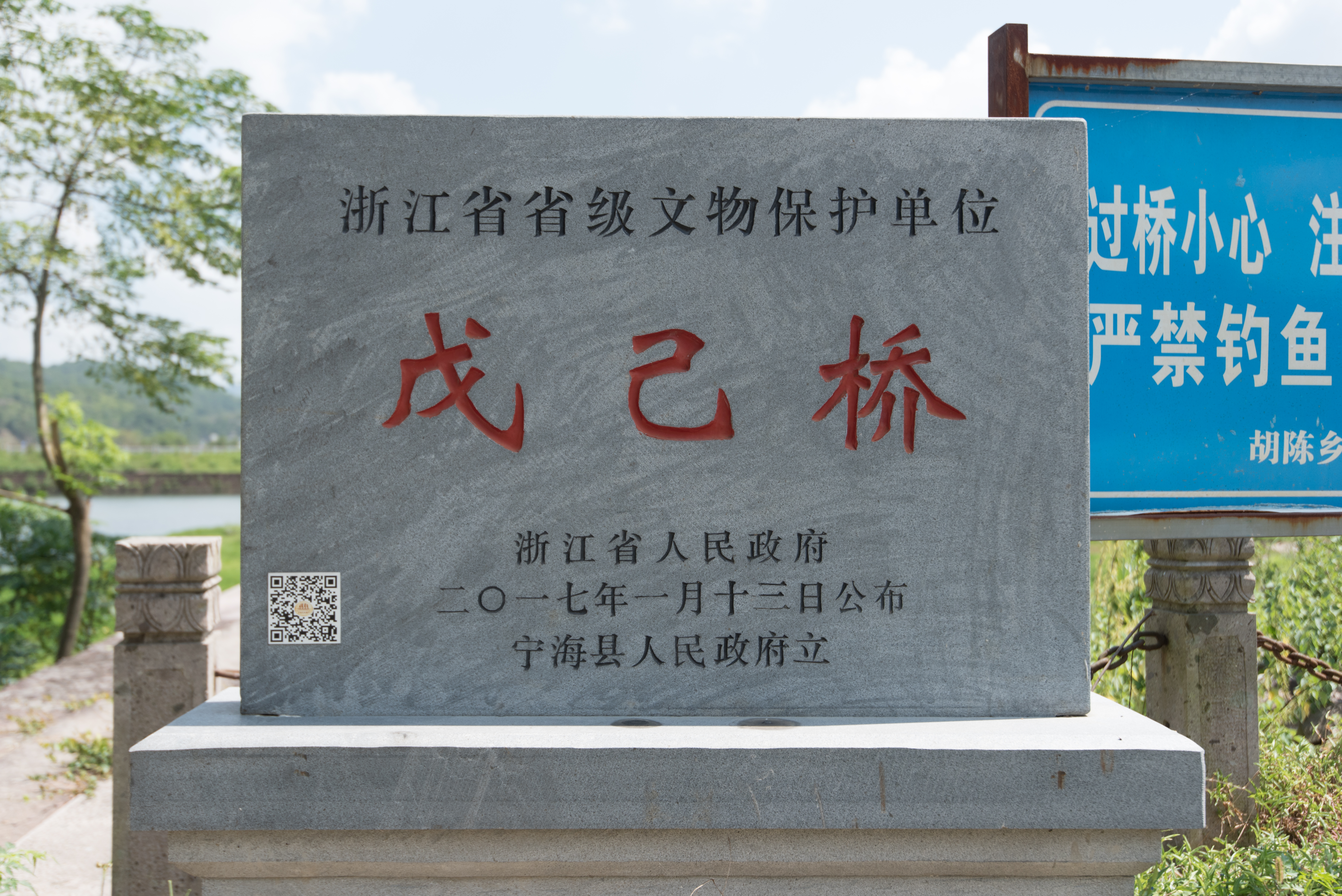
文物保护碑
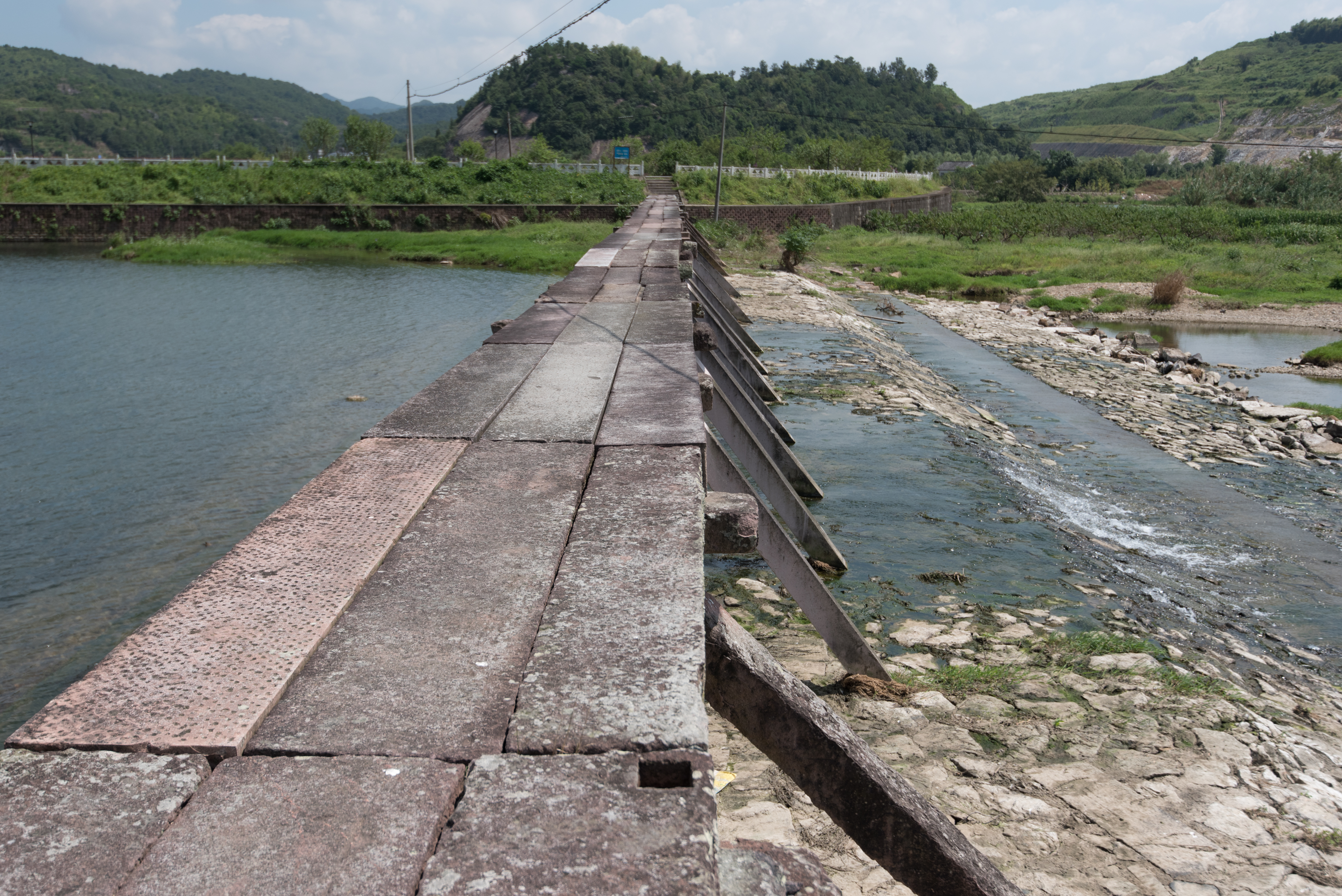
桥面和桥底斜撑
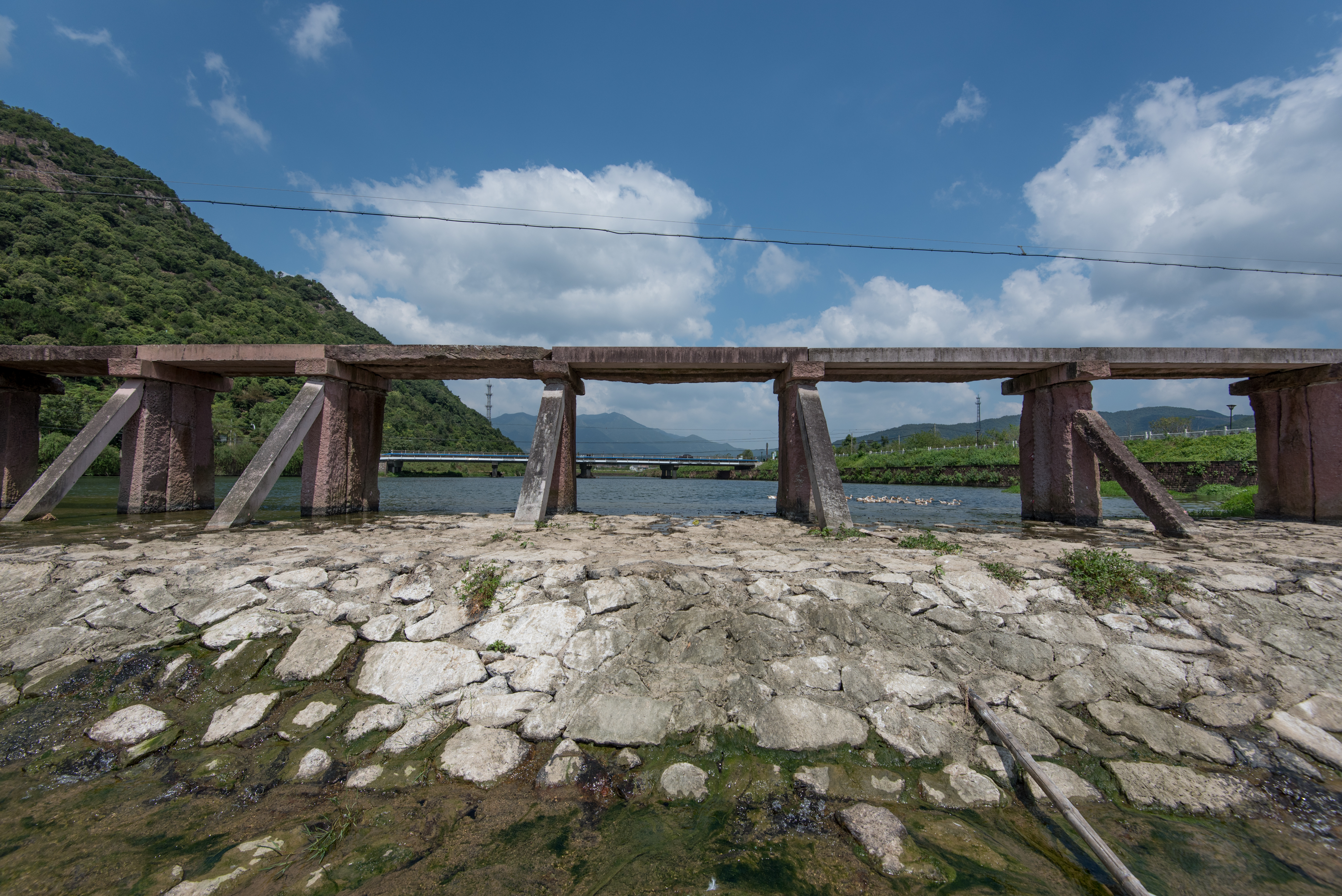
桥孔
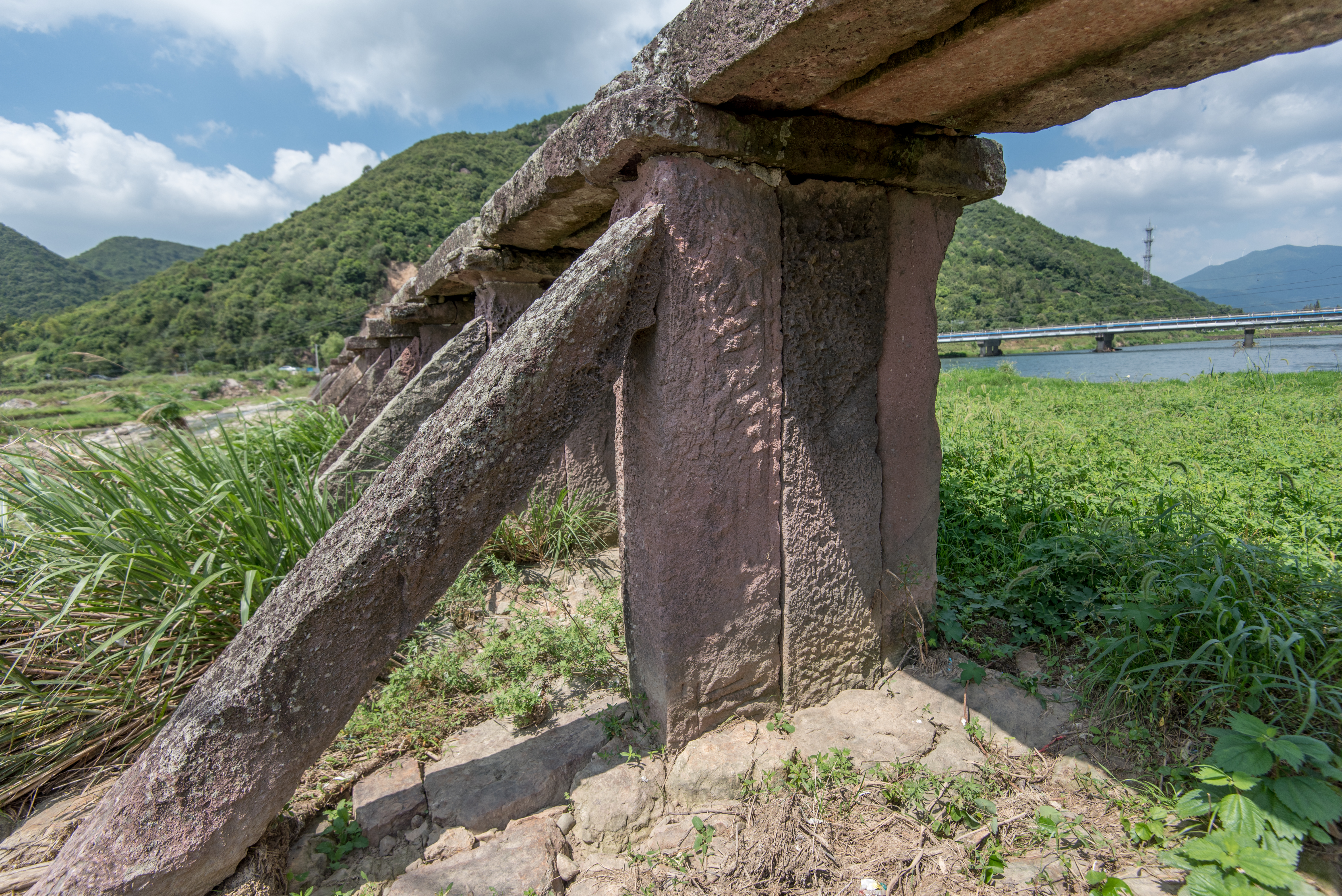
桥墩特写
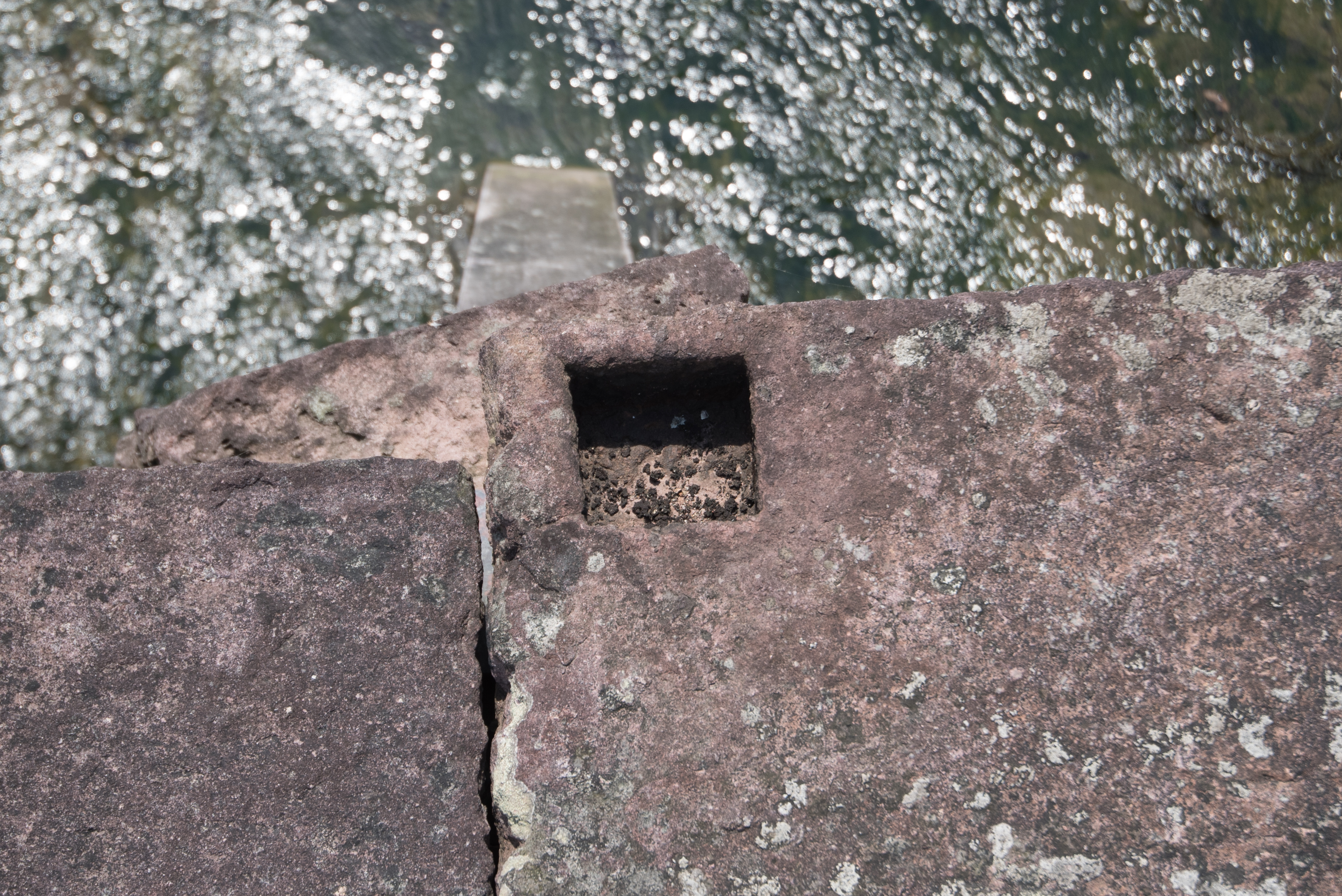
桥面安设扶栏的孔